# استخوان تهیگاهی
استخوان تُهیگاهی یکی از سه قسمت استخوان بی‌نام در دوران نوزادی است. این استخوان به عربی استخوان حرقفی و به لاتین ایلیوم (illium) نامیده می‌شود.
استخوان تهیگاهی بخش گسترده و بالایی استخوان بی‌نام (هیپ، خاصره) و دوپنجم فوقانی حفره حقه‌ای (استابولوم) را می‌سازد. استخوان تهیگاهی دارای دو سطح بیرونی و درونی و چهار کنار فوقانی، قدامی، خلفی و داخلی است.
در افراد بالغ غضروف‌ها تبدیل به استخوان شده و لگن خاصره یکپارچه استخوانی می‌گردد. از مجموع دو نیم‌لگن و استخوان خاجی فضایی به وجود می‌آید که به آن لگن خاصره می‌گویند.

## کنارها

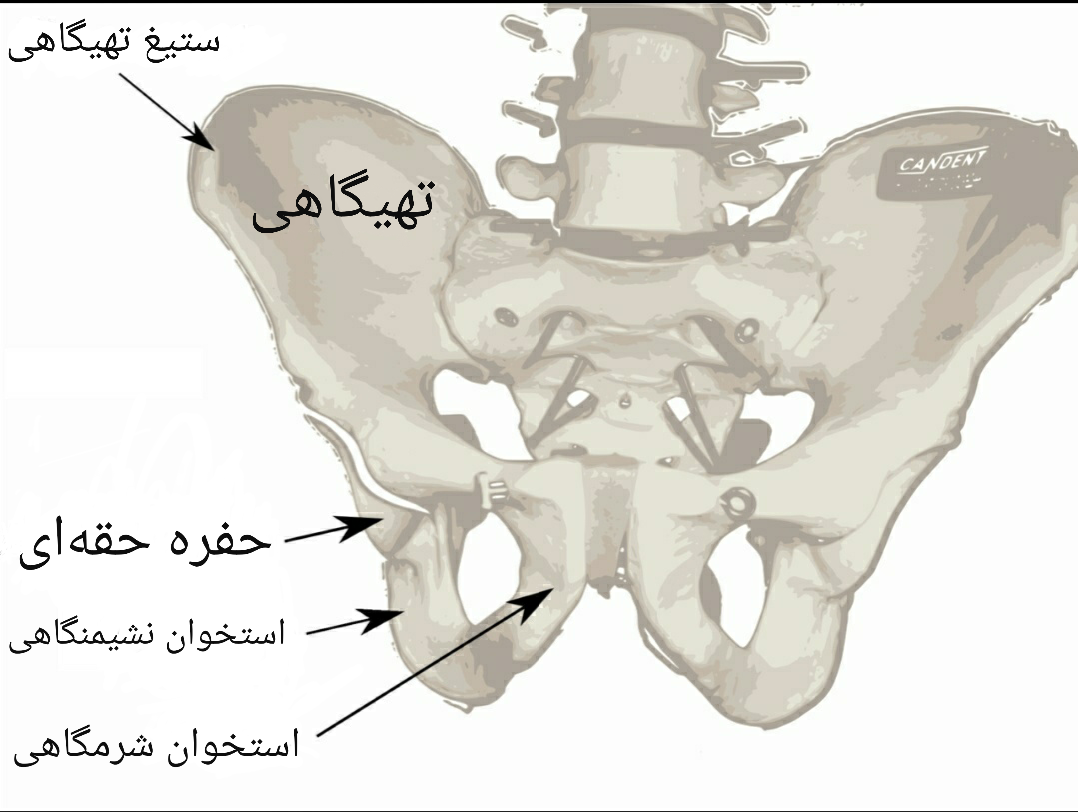
بخش‌های استخوان تهیگاهی.

کنار فوقانی: یک لبهٔ ضخیم و برجسته را می‌سازد که ستیغ تهیگاهی (ایلیاک) نامیده می‌شود و در حد تحتانی ناحیه پهلو قابل لمس است. بخش قدامی آن به طرف بیرون محدب و بخش خلفی به سوی بیرون مقعر است. انتهای قدامی و خلفی آن برجسته بوده و به ترتیب خار خاصره قدامی فوقانی و خار خاصره خلفی فوقانی را می‌سازد. خار خاصره قدامی فوقانی در حد قدامی ستیغ تهیگاهی به راحتی قابل لمس است. محل خار خاصره خلفی فوقانی نیز به صورت یک فرورفتگی، ۴ سانتی‌متر در بیرون از خار دومین مهره خاجی تعیین می‌شود. بر روی لبه بیرونی ستیغ و ۵ سانتی‌متر عقب‌تر از خار خاصره قدامی فوقانی برجستگی دیگری که تکمه ستیغ نام دارد مشاهده می‌شود.
کنار قدامی (پیشین): از خار خاصره قدامی فوقانی تا حفره حقه‌ای امتداد دارد. قسمت فوقانی آن در زیر خار خاصره قدامی فوقانی کمی فرورفته است در حالیکه قسمت تحتانی آن برجسته بوده و خار خاصره قدامی تحتانی نامیده می‌شود. کمی پایین‌تر از این خار یک برجستگی وسیع به نام برجستگی تهیگاهی‌شرمگاهی (ایلیوپوبیک) یا تهیگاهی‌شانه‌ای (ایلیوپکتینئال) وجود دارد که مرز بین استخوان‌های تهیگاهی و شرمگاهی را مشخص می‌کند.
کنار خلفی (پسین): از خار خاصره خلفی فوقانی تا انتهای فوقانی کنار خلفی استخوان نشیمنگاهی امتداد دارد. چند سانتی‌متر پایین‌تر از خار خاصره خلفی فوقانی، برجستگی دیگری به نام خار خاصره خلفی تحتانی دیده می‌شود. در زیر این خار بریدگی وسیعی به نام بریدگی سیاتیک بزرگ وجود دارد.
کنار داخلی: در نمای داخلی استخوان تهیگاهی قرار دارد و از ستیغ تهیگاهی تا برجستگی تهیگاهی‌شرمگاهی (ایلیوپوبیک) ادامه دارد. این خط در قسمت بالا زبر و برجسته و در قسمت پایین صاف و قوسی‌شکل است به همین دلیل خط قوسی نامیده می‌شود. خط قوسی در پایین به خط شانه‌ای (پکتینئال) استخوان شرمگاهی می‌پیوندد.

## سطوح

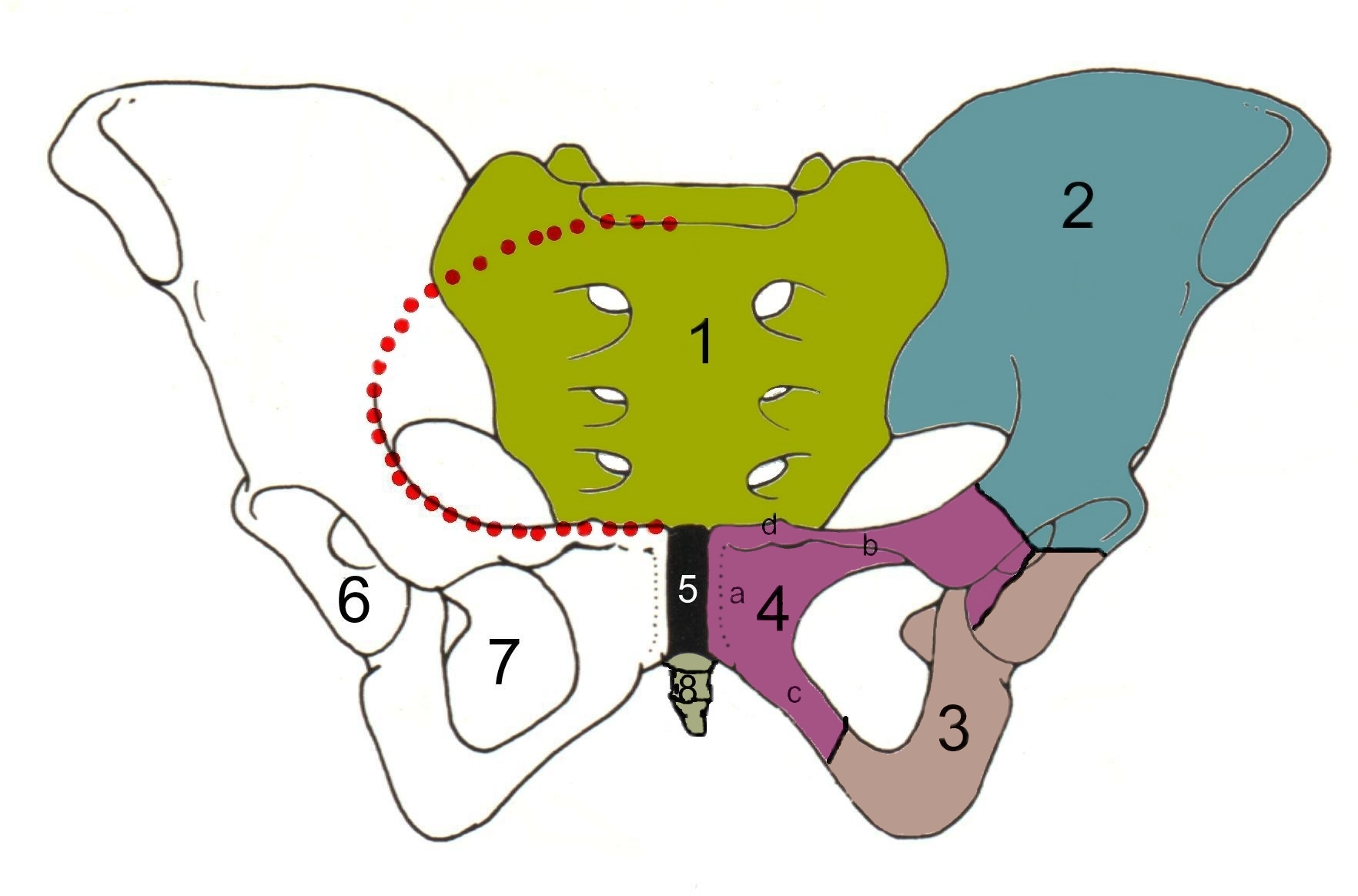
استخوان‌های لگن. ۱. استخوان خاجی ۲. استخوان تهیگاهی ۳. استخوان نشیمنگاهی ۴. استخوان شرمگاهی ۵. التصاق شرم‌گاهی ۶. حفره حقه‌ای ۷. سوراخ سِدادی ۸. دنبالچه خط قرمز: خط انتهایی/محدوده لگن.

سطح خارجی یا سُرینی (گلوتئال): سطح خارجی استخوان تهیگاهی که به علت چسبندگی ماهیچه‌های سرینی، سطح سرینی نیز نامیده می‌شود، سطحی است وسیع که حد فوقانی آن به ستیغ تهیگاهی و حد تحتانی آن به لبه فوقانی حفره حقه‌ای (استابولوم) محدود می‌شود. از عمیق‌ترین قسمت بریدگی سیاتیک بزرگ، سه خط برجسته بر روی سطح سرینی به طرف بالا و جلو امتداد دارند. خط سرینی تحتانی به سمت خار خاصره قدامی تحتانی قوس می‌زند. خط سرینی قدامی به سمت خار خاصره قدامی فوقانی قوس زده و کمی جلوتر از تکمه ستیغ به ستیغ تهیگاهی ختم می‌شود. خط سرینی خلفی پس از انحنای کوتاهی عموداً به سمت ستیغ خاصره صعود می‌کند و ۵ سانتی‌متر جلوتر از خار خاصره‌ای خلفی فوقانی به ستیغ تهیگاهی می‌رسد. سه خط سرینی سطح خارجی استخوان تهیگاهی را به چهار ناحیه تقسیم می‌کنند: سطح داخلی، حفره تهیگاهی، برجستگی تهیگاهی، و سطح گوشی.